# John Amdisen
John Amdisen (8 de julho de 1934 - 14 de janeiro de 1997) foi um futebolista dinamarquês, que atuava como defensor.

## Carreira
John Amdisen fez parte do elenco da Seleção Dinamarquesa de Futebol que disputou a Eurocopa de 1964.

## Ligações Externas
- Perfil em FIFA.com (em inglês)